# Богуш Станіслав Олександрович
Станісла́в Олекса́ндрович Бо́гуш (нар. 25 жовтня 1983, Запоріжжя) — український футболіст, воротар.
Вихованець запорізького «Металурга», значну частину кар'єри провів у київському «Динамо», у складі якого ставав найкращим воротарем України за версією сайту «UA-Футбол», допомагав клубу виграти чемпіонат та кубок України, зі складу клубу викликався до національної збірної України.

## Клубна кар'єра

### «Металург»
Вихованець СДЮШОР «Металург», де навчався під керівництвом тренерів Едуарда Тимошенкова й Валентина Гришина.
З 1999 року виступав за «Металург-2», що грав у Другій лізі, паралельно потрапляв до заявки основної команди, проте дебютувати в еліті довгий час не міг.
У вищій лізі чемпіонату України дебютував 14 березня 2004 року в домашній грі з «Дніпром» (0:0). У чемпіонаті України за запорожців (Вища ліга) зіграв 22 матчі і пропустив 23 м'ячі, в Кубку України зіграв 1 матч і пропустив 1 гол, в складі «Металурга-2» 72 матч (82 пропущених голів) в чемпіонаті та 4 матчі і три голи в кубку, в складі дубля — 14 матчів.

### «Динамо»

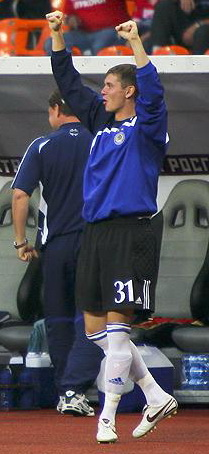
Станіслав Богуш під час виступів за «Динамо». 2008 рік.

З понеділка, 11 серпня 2008 року — гравець клубу «Динамо» (Київ). Богуш швидко став основним воротарем команди. Богуш провів свій дебют за «Динамо» проти своєї колишньої команди — Металург (Запоріжжя) в неділю, 17 серпня 2008 року, під час якого «Динамо» Київ виграв 2:0 і Богушу довелося зробити два сейви. З «Динамо» він дебютував в Лізі Чемпіонів в матчі третього кваліфікаційного раунду проти клуба «Спартак» (Москва) в Києві, який завершився перемогою киян 4-1 вдруге поспіль. Богуш витіснив з основного складу на лавку запасних Олександра Шовковського, який довгий час був першим воротарем країни. З початку чемпіонату України сезону 2008/2009 не пропускав голів у чемпіонаті протягом 783 хвилин до 12 туру, коли пропустив гол від гравця сімферопольської «Таврії», екс-гравця «Динамо» Лакі Ідахора.
У Лізі чемпіонів Станіслав провів відмінні матчі проти лондонського «Арсеналу», португальського «Порту» й турецького «Фенербахче». По грі кияни мали виходити з групи, але нещасливий кінець домашньої зустрічі проти «Порту», коли були пропущені два м'ячі, звів нанівець усі зусилля.
Краще йшли справи в чемпіонаті Україні. Київське «Динамо» з Богушем у воротах мало пропускало, з кожним туром все далі йдучи у відрив. У підсумковій турнірній таблиці «біло-сині» випередили донецький «Шахтар» на 15 очок, і стали чемпіонами країни. Крім того, навесні 2009 року кияни дійшли до півфіналу Кубка УЄФА. Багато в чому завдяки надійній грі Станіслава були пройдені іспанська «Валенсія», харківський «Металіст» та французький ПСЖ.
Перед початком сезону 2009/2010 на посаді тренера «Динамо» Юрія Сьоміна змінив Валерій Газзаєв. Але показати себе з найкращої сторони перед новим тренером на передсезонних зборах в Австрії Богуш не зміг — завадила травма. Після кількох місяців відновлення Станіслав повернувся в гру, проте основним голкіпером команди вже був Олександр Шовковський. Проте Газзаєв довірив Богушу місце у складі у відповідальній домашній грі Ліги чемпіонів проти міланського «Інтернаціонале». На останніх хвилинах італійці, програючи більшу частину гри, забили два м'ячі, значна провина за які була саме на Богуші. Цей матч став останнім для Станіслава у футболці «Динамо».
Починаючи з 2010 року Богуш здебільшого лікував травми. Найбільше воротаря турбували проблеми з колінами, які почалися ще з часів виступів за запорізький «Металург». 2010 та 2011 рік були присвячені відновленню, на початку 2012 року була зроблена ще одна операція. Футболіст так і не зміг відновитись від травм і влітку 2013 року на правах вільного агента покинув «Динамо».

### «Арсенал»
17 жовтня 2013 року підписав контракт із київським «Арсеналом», який окрім серйозних фінансових негараздів втратив і обох воротарів — Віталія Реву та Євгена Боровика. Єдиною альтернативою був воротар «молодіжки» Георгій Копаліані, який в попередньому турі чемпіонату пропустив сім голів.
Станіслав за «Арсенал» встиг відіграти лише один матч, якраз проти «Динамо», який завершився з рахунком 0:2, а Богуш пропустив голи від Джермейна Ленса та Андрія Ярмоленка. Ця гра для «Арсеналу» стала останньою в клубній історії і після припинення виступів клубу Богуш знову став вільним агентом.

### «Ворскла»
У листопаді 2013 року Богуш приїхав на тренувальну базу «Ворскли» для підтримки ігрової форми і паралельно вів перемовини з рядом українських та зарубіжних клубів. Проте найбільше зацікавленість гравцем виявляла саме «Ворскла», яка почала переговорний процес ще на початку грудня. Однак у числі футболістів, які вирушили на перший закордонний збір команди Василя Сачка, Богуша не виявилося. Замість нього на перегляді в полтавському колективі опинився воротар харківського «Геліоса» Денис Сидоренко. Але все ж незважаючи на те, що переговори тривали дуже довго і сторони ніяк не могли домовитися про нюанси особистого контракту футболіста, в кінці січня 2014 року Богуш таки підписав з полтавцями контракт на півтора року. Наприкінці травня 2016 року залишив полтавський клуб.

## Національна збірна
Виступав за юнацькі та юніорських збірні України. За збірну U-19 провів 5 матчів і пропустив 4 м'ячі, а за збірну U-21 провів 3 матчі та пропустив один гол.
Хороша гра Станіслава Богуша в київському «Динамо» привернула увагу тренерів національної збірної. У вересні 2008 року Богуш був вперше викликаний у національну збірну, однак обидві гри провів на лавці запасних, витіснивши з неї Олександра Шовковського, який ще нещодавно вважався першим воротарем України. На воротах в тих матчах стояв Андрій П'ятов.
Вперше за національну збірну Станіслав Богуш вийшов на поле 19 листопада 2008 року, в грі проти збірної Норвегії, причому відіграв весь матч і зберіг ворота в недоторканості. Перший офіційний матч за збірну провів 10 червня 2009 року проти збірної Казахстану, в якому пропустив один гол. Ця гра стала останньою для Станіслава в складі національної збірної, хоча викликався він до табору «жовто-блакитних» аж до кінця відбору на ЧС-2010.

## Досягнення

### Клубні
- Чемпіон України: 2008/09
- Найкращий воротар України за версією сайту UA-Футбол: 2008
- Другий воротар України за версією газети «Український футбол»: 2008

## Приватне життя
Одружився 12 червня 2009 року з киянкою Оленою.
У вересні 2011 року потрапив у ДТП на Новообухівському шосе, де машина перевернулась і врізалась у зустрічну автівку.

## Статистика виступів
| Клуб                     | Сезон            | Ліга | Ліга | Кубок | Кубок | Суперкубок | Суперкубок | Єврокубки | Єврокубки | Разом | Разом |
| Клуб                     | Сезон            | Ігри | Голи | Ігри  | Голи  | Ігри       | Голи       | Ігри      | Голи      | Ігри  | Голи  |
| ------------------------ | ---------------- | ---- | ---- | ----- | ----- | ---------- | ---------- | --------- | --------- | ----- | ----- |
| «Металург-2» (Запоріжжя) | 1999/2000        | 14   | -24  | —     | —     | —          | —          | —         | —         | 14    | -24   |
| «Металург-2» (Запоріжжя) | 2000/2001        | 21   | -29  | —     | —     | —          | —          | —         | —         | 21    | -29   |
| «Металург-2» (Запоріжжя) | 2001/2002        | 10   | -10  | —     | —     | —          | —          | —         | —         | 10    | -10   |
| «Металург-2» (Запоріжжя) | 2002/2003        | 6    | -1   | —     | —     | —          | —          | —         | —         | 6     | -1    |
| «Металург-2» (Запоріжжя) | 2003/2004        | 15   | -12  | —     | —     | —          | —          | —         | —         | 15    | -12   |
| «Металург-2» (Запоріжжя) | 2005/2006        | 6    | -6   | —     | —     | —          | —          | —         | —         | 6     | -6    |
| «Металург-2» (Запоріжжя) | Разом            | 72   | −82  | —     | —     | —          | —          | —         | —         | 72    | −82   |
| «Металург» (Запоріжжя)   | 2003/2004        | 8    | -11  | —     | —     | —          | —          | —         | —         | 8     | -11   |
| «Металург» (Запоріжжя)   | 2006/2007        | 2    | -1   | —     | —     | —          | —          | —         | —         | 2     | -1    |
| «Металург» (Запоріжжя)   | 2007/2008        | 11   | -11  | 2     | -2    | —          | —          | —         | —         | 13    | -13   |
| «Металург» (Запоріжжя)   | 2008/2009        | 1    | 0    | —     | —     | —          | —          | —         | —         | 1     | 0     |
| «Металург» (Запоріжжя)   | Разом            | 22   | −23  | —     | —     | —          | —          | —         | —         | 24    | −25   |
| Динамо (Київ)            | 2008/2009        | 20   | -10  | 1     | -1    | —          | —          | 15        | -14       | 36    | -25   |
| Динамо (Київ)            | 2009/2010        | 5    | -3   | 2     | -3    | —          | —          | 2         | -4        | 9     | -10   |
| Динамо (Київ)            | 2010/2011        | —    | —    | —     | —     | —          | —          | —         | —         | —     | —     |
| Динамо (Київ)            | 2011/2012        | —    | —    | —     | —     | —          | —          | —         | —         | —     | —     |
| Динамо (Київ)            | 2012/2013        | —    | —    | —     | —     | —          | —          | —         | —         | —     | —     |
| Динамо (Київ)            | Разом            | 25   | −13  | 3     | −4    | —          | —          | 17        | −18       | 45    | −35   |
| Арсенал (Київ)           | 2013/2014        | 1    | -2   | 0     | 0     | —          | —          | —         | —         | 1     | -2    |
| Всього за кар'єу         | Всього за кар'єу | 120  | −138 | 5     | −6    | —          | —          | 17        | −18       | 142   | −154  |